# کوواره
کوواره (به لهستانی:  Kowary) یک منطقهٔ مسکونی در لهستان است که در شهرستان یلنگا گورا واقع شده‌است.
 کوواره ۳۷٫۳۹ کیلومتر مربع مساحت و ۱۱٬۴۷۹ نفر جمعیت دارد.

## خواهرخوانده
شهرهای Kamień Pomorski، ورخلابی، Jægerspris و شوناو-برتسدورف خواهرخوانده‌های کوواره هستند.